# 白川真
白川 真（しらかわ まこと）は、日本の実業家。大和証券投資信託委託株式会社代表取締役会長。

## 人物
- 埼玉県出身。[2]

- 1978年（昭和53年）3月中央大学理工学部卒業。[2][3]

## 経歴
- 1978年（昭和53年） 4月 - 大和証券（株）（現（株）大和証券グループ本社）入社
- 2003年（平成15年） 6月 - 大和証券エスエムビーシー（株）金融法人第一部長
- 2004年（平成16年） 5月 - 大和証券（株）執行役員
- 2006年（平成18年） 4月 - 常務取締役
- 2007年（平成19年） 4月 - 専務取締役
- 2009年（平成21年） 4月 - （株）大和証券グループ本社 執行役副社長 兼 大和証券（株）代表取締役副社長
- 2010年（平成22年） 6月 - （株）大和証券グループ本社 取締役 兼 執行役副社長 兼 大和証券（株）代表取締役副社長
- 2012年（平成24年） 4月 - 大和証券投資信託委託（株）代表取締役社長 兼（株）大和証券グループ本社 取締役 兼 執行役副社長
- 2012年（平成24年） 6月 - 大和証券投資信託委託（株）代表取締役社長 兼（株）大和証券グループ本社 執行役副社長
- 2016年（平成28年） 4月 - 大和証券投資信託委託（株）会長。[1]

## 対外関係
- 2013年（平成25年）6月 投資信託協会会長に就任。稲野和利会長は日本証券業協会 会長に就いた。[2]